# Îles Slate (Ontario)
Pour les articles homonymes, voir Slate Islands.
L'archipel des îles Slate (anglais : Slate Islands) est formé de deux îles principales (Patterson et Mortimer), neuf îles mineures (dont Bowes, Cape, Delaute, Dupuis, Edmonds, Fish, Leadman, McColl, Spar) et de nombreux petits îlots. Il est situé dans le nord du lac Supérieur, à 10 km au sud de la ville de Terrace Bay. La superficie totale des îles est d'environ 36 km2.
Les îles ont été créées par l'impact d'une météorite qui a formé un cratère d'environ 32 km de diamètre, il y a environ 436 millions d'années.
Le gouvernement de l'Ontario a déclaré les îles en tant que parc provincial en 1985. Les îles sont réputées pour leur population de caribous.